# Garrotxa
Pour les articles homonymes, voir Garrotxa (homonymie).
La Garrotxa est une comarque administrative catalane située dans les pré-Pyrénées espagnoles. Elle jouxte les comarques du Ripollès, de l'Osona, de la Selva, du Gironès, du Pla de l'Estany et de l'Alt Empordà. Elle est frontalière du Vallespir français, partie du département des Pyrénées-Orientales.
La Garrotxa s'étend sur 735,4 km2 et sa population atteint les 51 786 habitants. Elle comprend le haut bassin du fleuve Fluvià et les sources du Muga, de l'Amer et de la Llémena.

## Carte
| Anoia Bages Segarra Solsonès Conca de · Barberà Moianès Osona Berguedà Basse · Cerdagne Alt · Urgell Pallars · Sobirà Val d'Aran Alta · Ribagorça Pallars · Jussà Noguera Urgell Pla · d'Urgell Segrià Garrigues Alt · Penedès Baix · Llobregat Barcelonès Vallès · Occidental Maresme Vallès · Oriental Ripollès Garrotxa Alt Empordà Pla de · l'Estany Gironès Selva Baix · Empordà Garraf Baix · Penedès Tarragonès Alt · Camp Baix · Camp Priorat Ribera · d'Ebre Terra · Alta Baix Ebre MontsiàFrance Pyrénées-Orientales Ariège Haute · Garonne Andorre Aragon Communauté valencienneMer Méditerranée |

## Géographie

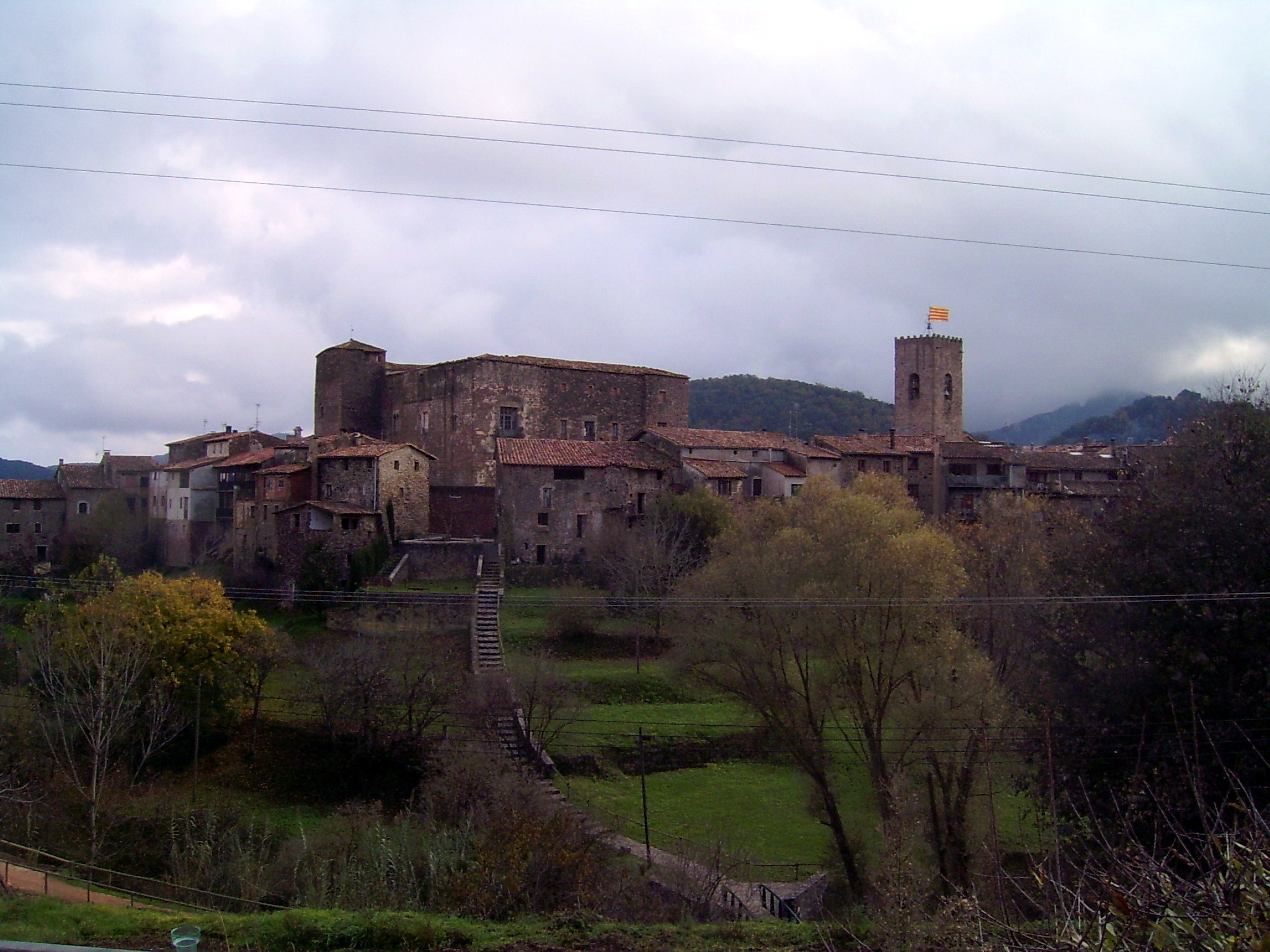
Château de Santa Pau

Le territoire n'est pas homogène et peut être divisé, tant sous l'angle du relief que du peuplement, en deux entités distinctes :
La région qui s'étend au nord de la vallée du Fluvià s'appelle la « Haute Garrotxa » et occupe la partie méridionale connue sous la dénomination usuelle de « comarque d'Olot ». 
Dans la région occidentale ou cubeta de Olot-Sant Pau, la présence de matériaux volcaniques contribue au particularisme fort du paysage. Les formes qui se remarquent le plus sont les cônes volcaniques, environ une quarantaine, parmi lesquels se distinguent le Croscat et le volcan de Santa Margarida.

### Relief
- Pic de Bassegoda
- Volcan du Croscat
- Volcan de la Garrinada
- Volcan du Montsacopa
- Volcan du Montolivet
- Volcan de Santa Margarida

### Hydrographie
Le Fluvià est une rivière de régime méditerranéen ; elle a un débit plutôt faible (1,07 m3/s à Olot).
La Garrotxa contraste avec les régions voisines par son humidité élevée, les précipitations annuelles oscillant autour de 1 000 mm. Il existe un dicton catalan qui dit que « Si no plou a Olot, no plou enlloc » (s'il ne pleut pas à Olot, il ne pleut nulle part ailleurs).

### Climat
Quant aux températures (à Olot), le minimum a été enregistré en janvier avec 0,09 °C et le maximum en août avec 27,7 °C. Les nombreuses cuvettes existantes occasionnent des inversions thermiques. En outre, le relief de la Haute Garrotxa, en particulier au Puigsacalm, connaît un climat de montagne avec d'importantes précipitations de neige.

## Faune et flore
La végétation est adaptée au climat. Une partie est de type méditerranéen et s'étend dans la Haute Garrotxa et à l'est de la région. Le reste du territoire est recouvert d'une végétation subméditerranéenne, voire de type atlantique dans les endroits les plus humides.

## Villes à visiter dans la région
- Olot, la capitale locale, possède un musée consacré à son école de peintures paysagistes du XIXe siècle. Le Museu dels Volcans sert d'introduction aux randonnées dans le parc voisin.
- La cité médiévale de Besalú déploie ses maisons à fenêtres géminées autour de l'église Sant Pere (XIIe siècle).

## Population et activité économique
| Communes                 | Population |
| ------------------------ | ---------- |
| Argelaguer               | 406        |
| Besalú                   | 2 112      |
| Beuda                    | 139        |
| Castellfollit de la Roca | 984        |
| Maià de Montcal          | 346        |
| Mieres                   | 347        |
| Montagut i Oix           | 839        |
| Olot                     | 31 264     |
| Planes d'Hostoles        | 1 728      |
| Preses                   | 1 554      |
| Riudaura                 | 411        |
| Sales de Llierca         | 109        |
| Sant Aniol de Finestres  | 292        |
| Sant Feliu de Pallerols  | 1 190      |
| Sant Ferriol             | 209        |
| Sant Jaume de Llierca    | 764        |
| Sant Joan les Fonts      | 2 718      |
| Santa Pau                | 1 481      |
| Tortellà                 | 713        |
| Vall d'en Bas            | 7 565      |
| Vall de Bianya           | 1 172      |

Les zones à fort peuplement sont peu importantes. En 1986, 9,4 % de la population active travaillait dans le secteur primaire, 59,4 % dans le secteur secondaire et les 31,2 % restants dans le secteur tertiaire. 
La superficie cultivée a diminué au fil du temps. Néanmoins, la Garrotxa est la première région productrice de maïs non irrigué de la Catalogne. 
Le bétail est en forte expansion grâce à la modernisation de l'agriculture, en particulier pour l'élevage porcin et bovin. 
L'industrie eut une avancée décisive après 1940. Actuellement[Quand ?], les secteurs textile (notamment les filatures et l'industrie de la maille), alimentaire (industrie de la viande) et métallurgique (métallurgie de transformation), sont les plus importants. Viennent en second rang les secteurs des arts graphiques et de l'impression, la chimie et les plastiques. L'activité industrielle se concentre dans la ville d'Olot et sur les communes voisines de Sant Joan les Fonts et Besalú.